# Шевченко, Клеопатра Николаевна

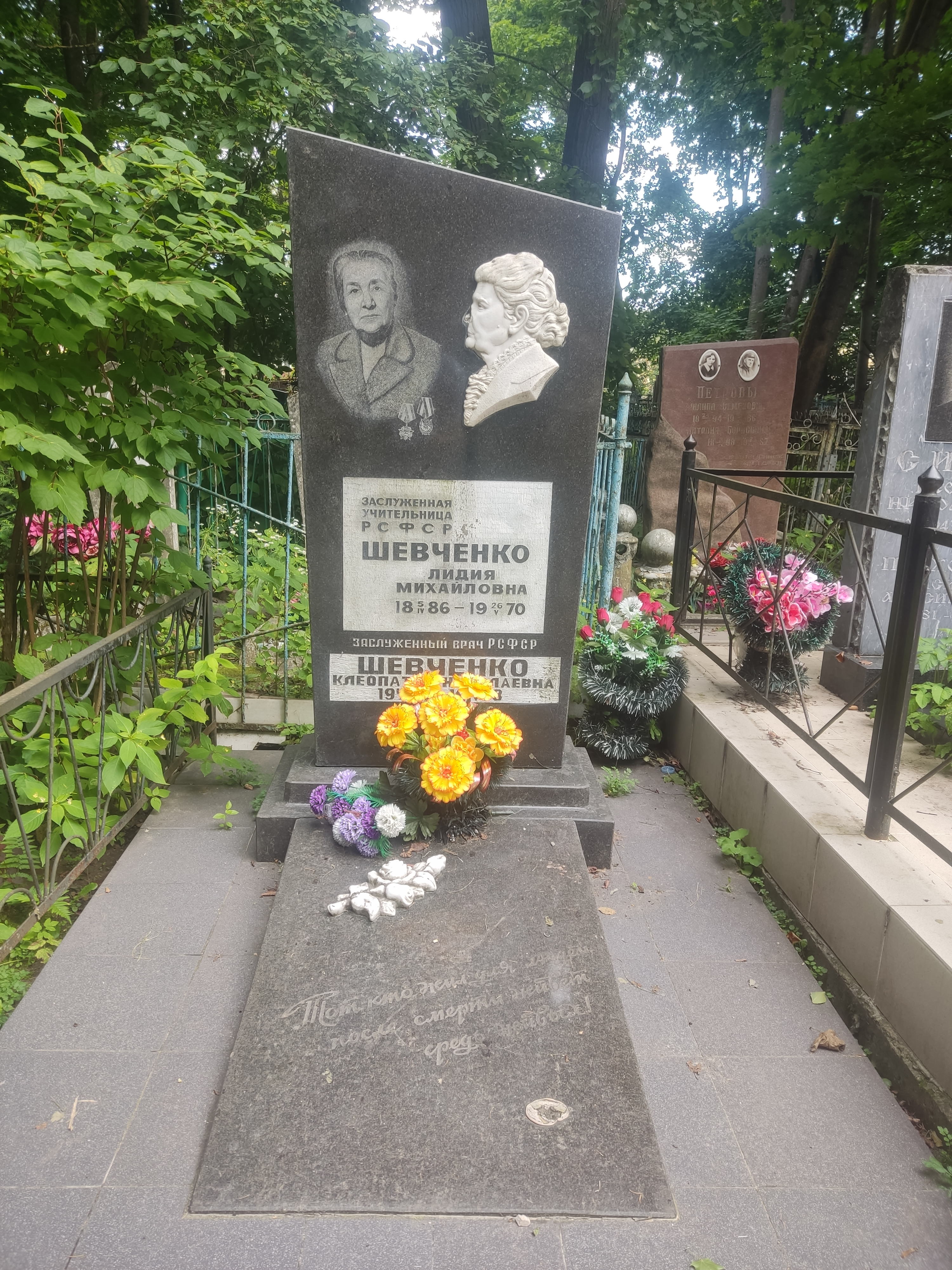
Могила Клеопатры Николаевны Шевченко на Пятницком кладбище Калуги

Клеопа́тра Никола́евна Шевче́нко (13 октября 1909, Авдеевка, Екатеринославская губерния — 26 апреля 1988, Калуга) — советский педиатр, невропатолог. Заслуженный врач РСФСР, почётный гражданин города Калуги, орденоносец. Участница ВОВ.

## Биография
Родилась на станции Авдеевка. В 1931 году окончила лечебный факультет государственного медицинского института в Ростове-на-Дону, в 1950 году — Украинский институт усовершенствования врачей в Харькове. В 1931—1934 годах работала врачом железнодорожной поликлиники станции Таганрог. С 1955 по 1960 годы — заведующая Калужским горздравотделом. Была инициатором постройки в Калуге больницы № 3 (ныне БСМП имени К. Н. Шевченко), по окончании строительства (с 1961) возглавляла больницу в качестве главного врача до конца жизни.
Способствовала строительству в Калуге моста через реку Оку.
Скончалась в Калуге 26 апреля 1988 года от генитального рака. Похоронена на Пятницком кладбище.

### Семья
Мать — Лидия Михайловна Шевченко (5.4.1886 — 26.5.1970), Заслуженный учитель РСФСР, первая учительница Н. С. Хрущёва.
Старшая сводная сестра   — Прасковья Николаевна Шевченко.
Супруг (с 1941 по 1961) инженер-полковник Лев Валентинович Малкоедов.

## Награды
- орден «Знак Почёта»
- два ордена Трудового Красного Знамени
- орден Октябрьской революции
- медаль «За доблестный труд в Великой Отечественной войне 1941—1945 гг.»
- «Отличник здравоохранения»
- «Ударнику Сталинского призыва»
- «Отличный административный работник»
- «Отличник санитарной обороны»
- Заслуженный врач РСФСР
- Почётный гражданин города Калуги[3][4][5].

## Адреса
В Калуге — ул. Луначарского, дом 53.

## Память
Имя К. Н. Шевченко присвоено Калужской областной клинической больнице скорой медицинской помощи.